# Ralliart
Ralliart (jap. 株式会社ラリーアート Kabushiki-gaisha Rarīāto) – sekcja sportów motorowych Mitsubishi Motors. Do jej zadań należy przygotowywanie samochodów rajdowych oraz terenowych (z ang. off-road) do startów w wyścigach. Poza tym Ralliart jest odpowiedzialne za projektowanie i produkcję części przeznaczonych do tuningu samochodów Mitsubishi.
Samochody Ralliart do 2005 brały udział w WRC, rajdzie Paryż-Dakar itp.
W Ameryce Północnej Mitsubishi sprzedaje zmodyfikowane wersje swoich samochodów z Ralliart w nazwie (np. Lancer Ralliart).